# Karl Ludwig von Erlach
Karl Ludwig Reichsgraf von Erlach (Nacido el 10 de noviembre de 1746 en Berna; fallecido el 5 de marzo de 1798 en Wichtrach), señor de Hindelbank, Bäriswil, Mattstetten y Urtenen, fue un general de la antigua Berna.
Proveniente de la noble familia de Berna "von Erlach", sirvió por primera vez en el Regimiento de Guardias Suizos (fieles a Francia). En 1791 dirigió a las tropas de Berna para suprimir unos disturbios que estallaron en Vaud aquel año. En 1798, después de la invasión francesa, se le confió nuevamente el mando de las tropas de Berna, pero su labor se vio obstaculizada por la poca determinación del Gran Consejo de Berna.
Después de una difícil y amarga resistencia en Fraubrunnen y, posteriormente, en la Batalla de Grauholz, se vio obligado a escapar del general Schauenburg, mientras los franceses capturaban Berna. Von Erlach tenía planeado refugiarse en el Oberland bernés y organizar desde ahí una resistencia. Sin embargo, en Wichtrach fue atacado por soldados o granjeros de Berna, que lo creían un traidor, siendo asesinado.